# Васильев, Владимир Николаевич (учёный)
Влади́мир Никола́евич Васи́льев (род. 1 апреля 1951, Ставрополь) — российский учёный, профессор и руководитель Университета ИТМО (с 1996). Председатель Совета ректоров вузов Санкт-Петербурга (с 2004), член-корреспондент Российской академии образования (с 2008), член-корреспондент Российской академии наук (с 2011). С 6 августа 2012 года — член экспертного совета при Правительстве Российской Федерации. Почётный гражданин Санкт-Петербурга (2013). Член Центрального совета Всероссийского общества изобретателей и рационализаторов.

## Биография
В 1974 году окончил Ленинградский политехнический институт им. М. И. Калинина (ЛПИ) по специальности «Теплофизика». До 1978 года обучался в аспирантуре ЛПИ, в 1980 году защитил кандидатскую диссертацию по специальности «Теплофизика и молекулярная физика».
В 1978—1983 годах работал в Ставропольском политехническом институте, занимал должности сначала старшего научного сотрудника, потом ассистента и доцента.

### Работа в Университете ИТМО

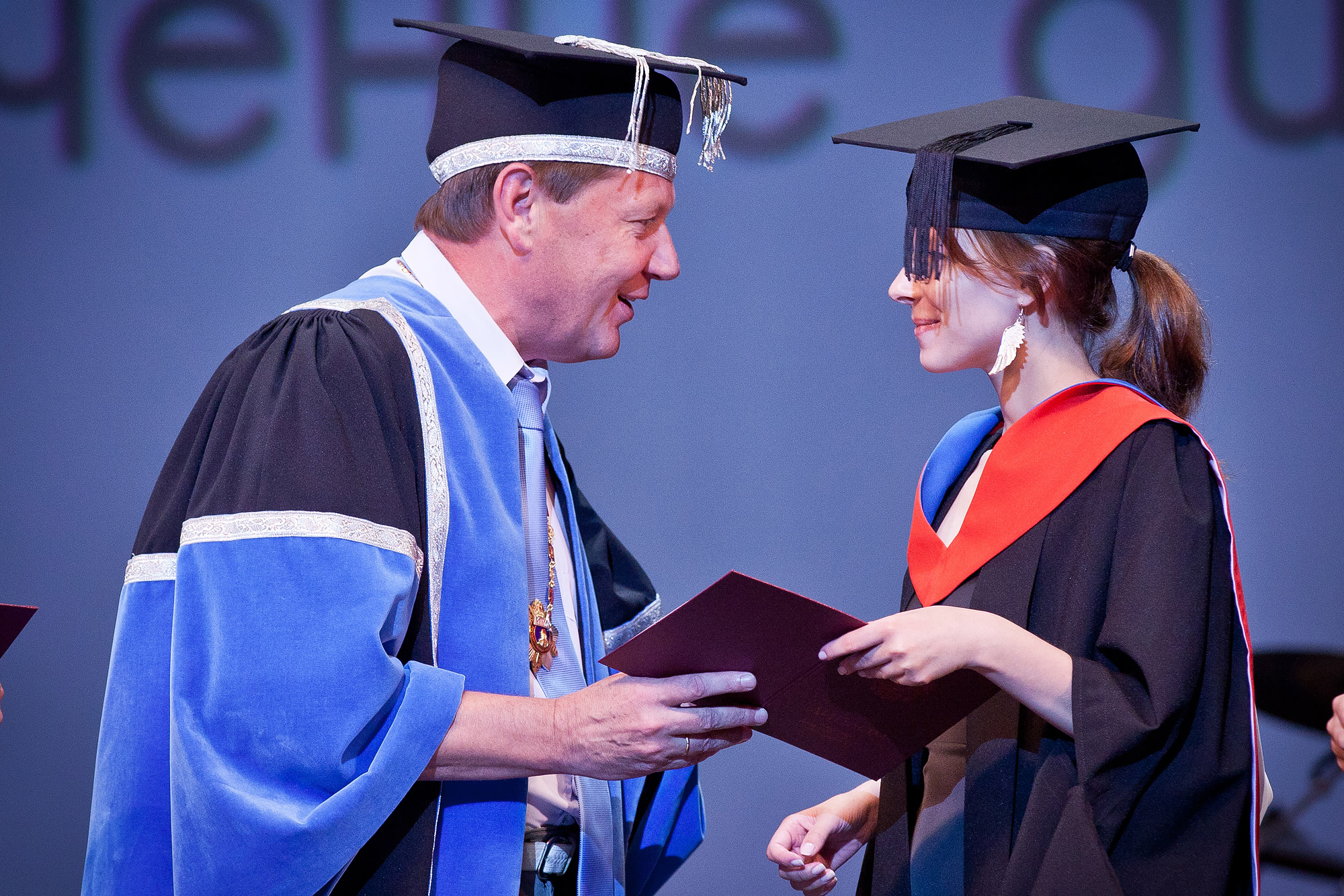
Владимир Васильев вручает диплом выпускнице факультета ИТиП Елене Карповой, 2013 год.

С 1983 года Васильев работает в Ленинградском институте точной механики и оптики (ЛИТМО). В 1989 году защитил докторскую диссертацию по специальностям «Оптические приборы» и «Теплофизика и молекулярная физика», в 1990 году ему присуждена учёная степень доктора технических наук.
В 1991 году основал и возглавил кафедру компьютерных технологических систем (КТС; с 1992 года — кафедра компьютерных технологий, КТ), в 1992 получил учёное звание профессора по этой кафедре.
В 1993 году назначен первым проректором. В 1994 году под его руководством создаются основы федеральной университетской компьютерной сети RUNNet. Совместно с рядом российских университетов, сотрудники кафедры КТ во главе с научным руководителем Васильевым, на базе Вузтелекомцентра — республиканского научного центра компьютерных телекоммуникационных сетей высшей школы — организовали спутниковую связь с европейским академическим сервис-провайдером — сетью NORDUnet.
Под руководством Васильева были разработаны и внедрены новые системы управления и сопровождения спутниковой связи, передачи данных локальными и глобальными сетями, в том числе первая отечественная межгородская АТМ-система на линии Москва-Санкт-Петербург. За создание сети в 2000 году коллектив авторов вместе с Васильевым были удостоены премии Правительства Российской Федерации в области образования.
В декабре 1996 года Конференцией трудового коллектива университета Васильев был избран ректором ИТМО сроком на 5 лет; переизбирался в 2001, 2006, 2011 и 2016 годах. С апреля 2022 года — исполняющий обязанности ректора.
В 2005 году вместе с деканом факультета информационных технологий и программирования (ФИТиП) В. Г. Парфёновым, ассистентом кафедры КТ Р. А. Елизаровым и А. С. Станкевичем получил премию Президента Российской Федерации.
Являлся научным руководителем научно-исследовательских работ по ряду федеральных целевых программ, среди которых — «Электронная Россия», «Развитие единой образовательной информационной среды», «Интеграция науки и высшего образования России», «Федеральная программа развития образования», «Исследования и разработки по приоритетным направлениям развития науки и техники».
Основоположник научно-педагогической школы университета «Компьютерные, сетевые и телекоммуникационные технологии». По инициативе Владимира Васильева создан и издаётся «Научно-технический вестник СПбГУ ИТМО», входящий в перечень ведущих рецензируемых научных журналов Высшей аттестационной комиссии РФ.

### Внеуниверситетская деятельность

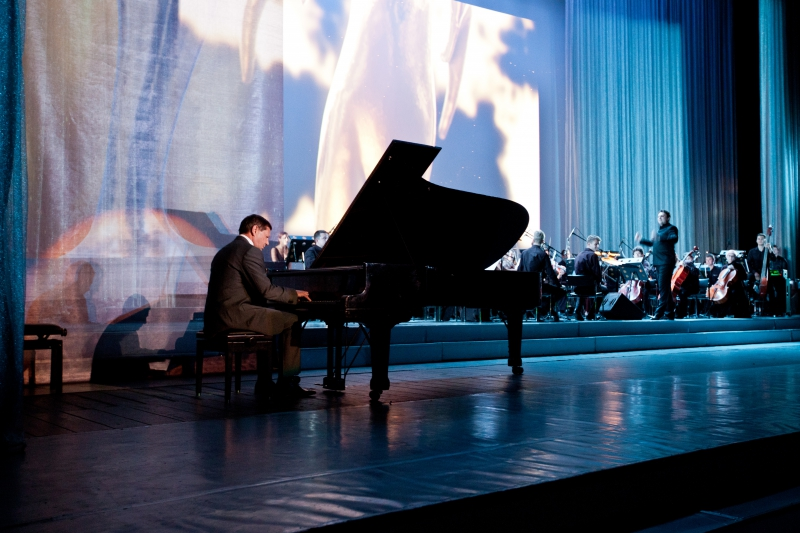
Выпускной в Университете ИТМО, БКЗ «Октябрьский». Июль 2014 года

- 1999 год — действительный член Международной академии наук высшей школы[6].
- 2003 год — действительный член Академии инженерных наук им. А. М. Прохорова[6].
- Апрель 2004 года — возглавляет Совет ректоров вузов Санкт-Петербурга[12][13][14].
- 2006 год — вице-президент Российского Союза ректоров[6], президент Оптического общества им. Д. С. Рождественского[15][16]. В ноябре избран сопредседателем общероссийской общественной организации «Всероссийское педагогическое собрание»[17].
- 2008 год — член-корреспондент Российской академии образования[6][18].
- Октябрь 2009 года — переизбран на пост председателя Совета ректоров вузов Санкт-Петербурга[19]. За его кандидатуру проголосовали все 82 присутствующих единогласно (всего в совет входит 112 человек)[20].
- 2011 год — член-корреспондент Российской академии наук[6]. В июле вошёл в состав президентского совета по науке, технологиям и образованию[21]. С момента создания Санкт-Петербургского отделения (СПбО) РАН (2023) работает в данном отделении, является (с 2025) заместителем председателя СПбО[22].
- 2012 год — вошёл в состав Экспертного совета при Правительстве РФ, утверждённого Дмитрием Медведевым[23].
- 2013 год — в феврале назначен зампредом Высшей аттестационной комиссии (ВАК)[24].

Помимо этого является членом научно-технического совета Минобрнауки России, членом научного совета по проблемам информатизации образования, председателем трёх специализированных диссертационных советов, членом научно-технического совета Правительства Санкт-Петербурга, членом совета «Национального фонда подготовки кадров», постоянным членом международных научных обществ и международных научно-технических рабочих групп. Член редакционных советов журналов «Компьютерные инструменты в образовании», «Известия вузов. Приборостроение», «Оптический журнал».
В марте 2018 года была назначен на пост почётного консула Уругвая в Петербурге (должность введена впервые в городе).

## Политическая деятельность
В октябре 2007 года Васильев значился в «тройке» регионального списка партии «Единая Россия». В 2014 году Васильев числился в списке кандидатов в члены Совета Федерации на должность спикера. Является советником губернатора Санкт-Петербурга.
В феврале 2017 года подписал обращение к губернатору Санкт-Петербурга Г. С. Полтавченко с просьбой ускорить передачу Исаакиевского собора в безвозмездное пользование РПЦ.

### Критика Роскомнадзора
В апреле 2018 года Васильев раскритиковал Роскомнадзор за попытки блокировки Telegram. Ректор университета ИТМО обратился с открытым письмом к советнику президента Герману Клименко, в котором призвал остановить действия Роскомнадзора и «предотвратить катастрофические последствия сложившейся ситуации для будущего России».
В своём письме Васильев указал на то, что блокировка IP-адресов Microsoft, Google и Amazon создала проблемы в работе преподавателей и учёных российских вузов. Васильев заявил о том, что из-за действий Роскомнадзора оказалась парализована работа над международными проектами, а также подчеркнул, что атака на мессенджер делает невозможной работу по построению в России цифровой экономики и повышению конкурентоспособности российских научно-образовательных центров. Васильев заявил, что действия Роскомнадзора наносят «существенный урон для всей системы отечественной науки и образования и, в конечном итоге, для экономики страны».

## Доходы
Официальный доход за 2012 год составил 7,4 млн рублей. В собственности его семьи — квартира в 100 м². и доля в 60-метровой квартире. В 2013 году задекларировано 6,5 млн рублей.
В интервью изданию «Фонтанка.ру» Васильев отметил, что его доходы складываются из контрактов с Минобрнауки, доходов от научной и учебной деятельности.

## Личная жизнь

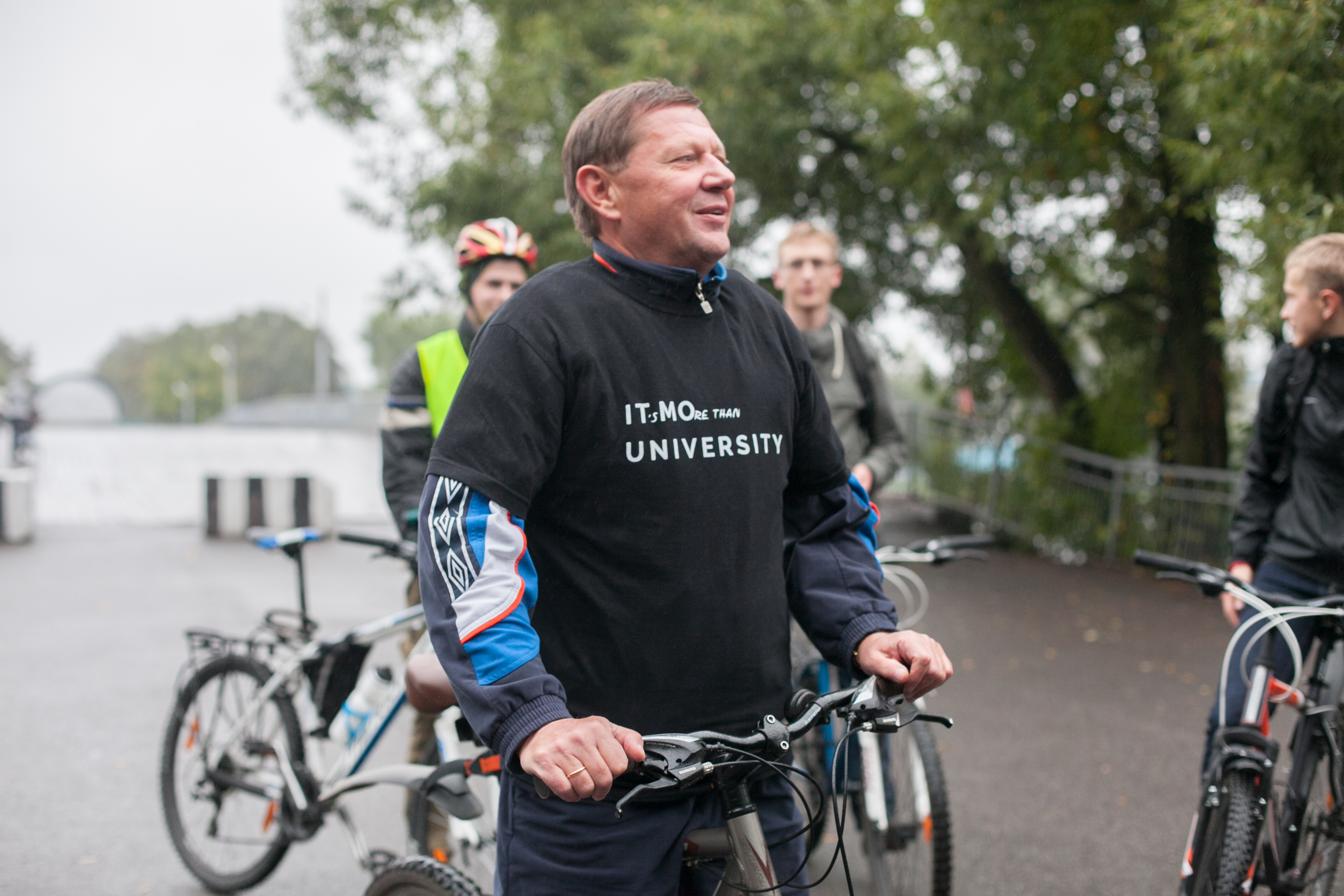
Владимир Васильев на велопробеге, 2015 год.

Имеет двоих детей: Алиса (род. 1974) и Арсений (род. 1977) от супруги Лидии Борисовны (род. 1952).
В сентябре 2014 и июне 2015 года Васильев возглавлял крупные велопробеги в Петербурге на Елагином острове. После первого велопробега было принято решение приглашать студентов не только из Университета ИТМО, но и других вузов города.

Я стараюсь ездить на велосипеде как можно чаще. Важно не только тратить силы на гранит науки, но и обязательно заниматься активными видами спорта. Мы хотим воспитать сильных и здоровых профессионалов науки.— Владимир Васильев. Телеканал «Санкт-Петербург»

## Санкции
6 марта 2022 года после вторжения России на Украину подписал письмо в поддержу российской агрессии. С 9 июня 2022 года находится под персональными санкциями Украины за поддержку войны. Также был внесён ФБК в список коррупционеров и разжигателей войны за поддержку нападения на Украину, 16 марта 2022 года форумом свободной России внесён в санкционный «Список Путина» с предложением введения против него международных санкций.

## Награды и премии
- 1996 — Юбилейная медаль «300 лет Российскому флоту»
- 2000 — звание «Заслуженный деятель науки Российской Федерации» (9 ноября 2000 года) — за заслуги в подготовке высококвалифицированных специалистов, научной деятельности и в связи со 100-летием Санкт-Петербургского государственного института точной механики и оптики (технического университета)[42].
- 2000 — Почётная грамота Кыргызской Республики (4 мая 2000 года, Кыргызстан) — за заслуги в области образования и в подготовке научных кадров и высококвалифицированных специалистов для Кыргызстана[43]
- 2000 — Премия Правительства Российской Федерации в области образования (25 августа 2000 года) — за разработку научно-организационных основ и создание федеральной университетской компьютерной сети RUNNet для высших учебных заведений[6][44]
- 2003 — Премия Президента Российской Федерации в области образования (в коллективе) (5 октября 2003 года) — за научно-практическую работу «Общественно-государственная система формирования информационной среды общеобразовательного учреждения»[45]
- 2004 — Медаль «В память 300-летия Санкт-Петербурга»[46]
- 2005 — Орден чести и достоинства «Русь Державная»[11]
- 2005 — Премия Президента Российской Федерации в области образования (в коллективе) (25 января 2005 года) — за научно-практическую работу для образовательных учреждений высшего профессионального образования «Разработка концепции и создание организационной структуры, учебно-методического и программного обеспечения инновационной системы подготовки высококвалифицированных кадров в области информационных технологий»[47]
- май 2006 — Грамота Государственной Думы — за большую работу во благо российского образования[17]
- 2007 — Орден Почёта (26 января 2007 года) — за достигнутые трудовые успехи и многолетнюю добросовестную работу[26][46][48]
- 2008 — Премия Правительства Российской Федерации в области образования (24 декабря 2008 года) — за научно-практическую и методическую разработку «Инновационная система поиска и подготовки высококвалифицированных специалистов в области производства программного обеспечения на основе проектного и соревновательного подходов» для образовательных учреждений высшего профессионального образования[49]
- 2011 — Орден «За заслуги перед Отечеством» IV степени (16 декабря 2011 года) — за большой вклад в развитие образования, подготовку квалифицированных специалистов и многолетнюю плодотворную деятельность[46][50]
- май 2013 — Звание «Почётный гражданин Санкт-Петербурга»[51]. Кандидатуру Васильева предложил губернатор Санкт-Петербурга Г. С. Полтавченко[52], за неё проголосовали 40 депутатов[53]
- 2018 — Орден Александра Невского (30 мая 2018 года) — за заслуги в развитии науки, подготовку квалифицированных специалистов и многолетнюю добросовестную работу[54]